# Guillaume de Pontamougeard
Alexandre Ignace Guillaume, chevalier de Pontamougeard, né le 8 octobre 1628 à Salins dans le comté de Bourgogne et mort, à la fin du mois de septembre 1689, à Mons dans les Pays-Bas espagnols, est un militaire et un diplomate comtois au service du roi d'Espagne et du Saint-Empire romain germanique. Il est considéré comme l'un des derniers grands militaires comtois avant l'annexion française.

## Biographie
Né à Salins, le 8 octobre 1628, dans la petite noblesse jurassienne, il est le fils de Simon Guillaume de Pontamougeard, contrôleur de la Grande Saunerie de Salins et de Anne-Marie de Villeneuve; une famille fraîchement anoblie par Philippe II. Il a une sœur Louise, mariée à Philippe Udressier. En 1649 il est fait cornette (sous-lieutenant) d'un tercio d'infanterie sous les ordres de François de Saint-Mauris.
En 1659 il revient habiter à Salins dont il devient le maire en 1668. Il se distingue en parvenant à réprimer pacifiquement une émeute de la population lors de la guerre de Dévolution. Le 22 décembre 1672, il reçoit du gouverneur général des Pays-Bas, le titre de mestre de camp, et est nommé, au mois d’avril suivant, gouverneur des villes et châteaux de Salins, en remplacement du comte Maximilien von Starhemberg. Mais à l'entrée en guerre contre la France en 1674, il doit composer avec son nouveau maire, Jérôme de Boutechoux-Chavannes et Charles Pelissonnier (personnage politique comtois central de l'époque) pour le commandement de la cité comtoise. Malgré le courage, la détermination des défenseurs, ainsi que de très faibles pertes, la ville tombe le 21 juin 1674.
Après la conquête du comté de Bourgogne par Louis XIV, il se retire en Flandres où il reprend du service et se distingue à la bataille d'Entzheim contre Turenne. En représailles les Français font confisquer ses biens, raser son château et son hôtel particulier de Salins.
À l’issue de la campagne, il se rend à Bruxelles où il est accueilli avec considération par le gouverneur général, le duc de Villa-Hermosa. Il le charge alors de différentes missions diplomatiques très importantes. Notamment auprès du Duc de Luxembourg pour y négocier la paix de Nimègue. En récompense, le 2 mai 1680 il est fait baron du Saint-Empire. Et les succès s'enchaînent : le 1er mars 1685, il est fait général par Charles II et à la même période, fait comte du Saint Empire par Léopold Ier.
Très considéré par l'empereur et le roi d'Espagne, il restera dans la carrière diplomatique jusqu’à sa mort en septembre 1689. L'État espagnol lui offre de grandioses funérailles et un mausolée. Il meurt sans descendance.

## Armoiries et titres

### Armoiries
Blason: «Tranché d'or et de gueules, à deux lions armés et lampassés de l'un en l'autre »
Timbre; "Un serpent naissant à trois têtes de sinoples, le ventre retouché d'or, les têtes et langues de gueules"

### Titres
- Chevalier de Pontamougeard, seigneur de Lemuy et de Saint-Thiébaud
- Baron du Saint-Empire (2 mai 1680)
- Comte du Saint-Empire  (1685)